# Supergate

Un supergate attivo

Il Supergate è una tecnologia immaginaria dell'universo fantascientifico della serie televisiva Stargate SG-1
(in Goa’uld sono chiamati Chappa'ko). 
In buona sostanza, il supergate è un grande Stargate che misura da 1000 a 1300 metri di diametro. Sono stati progettati e costruiti dagli Ori come mezzo per trasportare la flotta di navi madre dal pianeta Celestis sino alla nostra galassia.
I Supergate sono formati da un cancello esterno e da una  parte interna che funziona come un normale Stargate, il cancello esterno invece, a differenza dello Stargate, comprende 80 piccoli cunei (moduli) collegati fra loro che servono a registrare le coordinate per andare in altre galassie. 
Il gigantesco Stargate è alimentato da un micro buco nero, e può rimanere indefinitamente aperto. A seconda del periodo di utilizzo, si sono distinti due Supergate.

## Primo Supergate
Inizialmente, gli Ori volevano creare uno Stargate che fosse abbastanza grande da trasportare le loro navi e con l'energia sufficiente per raggiungere la Via Lattea, in modo da poter convertire i pianeti in essa presenti. Mentre lo progettavano mandarono un Priore a convertire e sottomettere Kallana, un pianeta di Jaffa. In seguito al loro rifiuto, il Priore produsse un campo di forza progettato per espandersi indefinitamente attorno al pianeta grazie all'energia assorbita dagli attacchi portati nel tentativo di dissolverlo. Avvolto l'intero pianeta ne provocò il collasso in un mini buco nero che sarebbe servito ad alimentare il Supergate, in fase di completamento nell'orbita del pianeta. Questo Supergate misurava 400m di diametro
Tuttavia, l'SGC assieme a Vala Mal Doran, una volta scoperto il piano degli Ori, riuscirono a sabotare in extremis l'ultimazione del supergate, grazie a Vala che, ponendosi con una navetta al posto dell'ultimo elemento costitutivo, riuscì a rendere instabile tutta la struttura rendendola vulnerabile all'onda d'urto provocata dal collasso di Kallana, mandando in frantumi il Supergate.
Nel tentativo di tornare alla Prometeo utilizzando gli anelli, Vala venne risucchiata nella galassia Ori.

## Secondo Supergate
Gli Ori in seguito crearono un secondo Supergate che, con varie battaglie da parte dell'SGC, con la liberazione di Vala Mal Doran e con aiuti da parte delle astronavi Prometheus e Daedalus venne disattivato, anche se rappresentò un grave pericolo per la Via Lattea.

## Riferimenti agli episodi
- La maledizione del cavaliere nero (9x20)
- La trappola (9x06)
- Il progetto Pegasus (10x03)
- Universi paralleli (01x19)
- Il sudario (10x14)